# Jean Taisnier
 (octobre 2010).

Jean Taisnier, également connu sous le nom de Johannes Taisnerius, est un musicien, astrologue et mathématicien né en 1508 à Ath, dans le comté de Hainaut, qui faisait alors partie des Pays-Bas méridionaux. Il est décédé en 1562 à Cologne, en Allemagne.

## Biographie

### Son nom
Son nom s'écrit "Taisnier", une orthographe qu'il a veillé à maintenir dans l'ensemble de ses ouvrages.

### Ses armoiries
Devenu docteur en droit, Taisnier, comme beaucoup de ses contemporains, se donna des armoiries et adopta des armes parlantes. Son ouvrage Opus mathematicum, imprimé à Cologne en 1562, est orné d'un portrait gravé de lui-même, mentionnant l'année de son impression et présentant un écusson représentant un ours muselé posé sur une terrasse, surmonté d'un chef trilobé.

### Sa date de naissance
Dans cet ouvrage, Taisnier est mentionné comme étant âgé de 53 ans, ce qui a conduit à la conclusion qu'il était né en 1509. Cependant, comme l'a noté Vander Straeten, son écusson figure déjà dans l'édition de 1559 de l'Astrologiae judiciariae Ysagogica, où le trilobe est remplacé par un chevron et où l'ours semble sortir d'un rocher servant de tanière. Cette figure astrologique, entourée des douze maisons du ciel, est accompagnée de la mention : « Exempli gratia, natus est quidam in celebri oppido Hannoniae Ath. 2 septembris. anno 1508. hora 6. M. 3 ante meridiem... ». Cela indique que la date exacte de la naissance de Taisnier est le 2 septembre 1508. Ainsi, en septembre 1561, il avait 53 ans accomplis, et en 1562, année de sa mort, il était dans sa cinquante-quatrième année. Dans l'introduction de son Opus mathematicum, qu'il n'a pas pu achever complètement en 1562, il déclare : « LIlI annos nunc natus », confirmant son âge de 53 ans.

### Sa famille
Jean Taisnier était issu d'une famille notable d'Ath. Son père, Thomas Taisnier (également orthographié Taynière dans certains documents), était probablement le fils de Colart Taisnier, un vieswarier résidant à Ath en 1460, et le frère de Piérart, qui vivait à Brugelette. Thomas Taisnier était qualifié de caucheteur en 1490, de marchand en 1498, 1503 et 1517, et avait même exercé la profession de tavernier. Il décéda avant 1522.
Sa mère, Catherine de l'Issue, qualifiée de demoiselle, appartenait à une ancienne et influente famille d'Ath. En 1417, Colart de l'Issue était mayeur d'Ath, et en 1438, il occupait le poste de lieutenant « dou recepveur général de madame la duchesse douagière à Ath ». La même année, il existait également un chanoine de l'Issue à Ath.
Jean Taisnier avait un frère aîné, Joachim, qui devint clerc-marlier de l'église Saint-Julien par un contrat signé avec les échevins le 4 octobre 1522. Il décéda le 5 février 1535, laissant derrière lui une veuve, demoiselle Jehanne Flicquière, et un fils, Julien. Joachim était le neveu de Jean Taisnier et le père du peintre David Teniers l'Ancien.
Sa sœur, Françoise, épousa successivement Simon de le Plancq, Nicolas de Grantmont et Jean Vizée. Elle décéda le 13 février 1558 et eut pour enfants Claude de le Plancq, hôte de l'Aigle d'or, Jean de le Plancq, et Jeannette Vizée, qui géra la brasserie connue sous le nom de « Jérusalem », située rue de Brantignies.
Son frère cadet, Pierre, surnommé Pierchon ou Pierart, mourut jeune en 1531. Il est possible qu'il ait été le parrain de Pierre Taisnier, né à Ath, qui obtint une prébende laïque à l'abbaye de Cambron le 31 janvier 1557.

### Jeunesse et études
Jean Taynière, originaire de la région du Hainaut, parlait le patois de sa ville natale, comme ses parents et ses concitoyens. Il publia son premier livre en italien, appelant à l'indulgence du lecteur familier avec la langue romaine, et évoqua la langue belge, qui avait nourri son enfance, comme une justification de son choix linguistique.
Il reçut son éducation au collège d'Ath, fondé environ un siècle auparavant. Par la suite, Taynière poursuivit ses études à l'Université de Louvain, où il prétendit obtenir le grade de docteur en droit civil et en droit canon, titre qu'il mentionna dans tous ses travaux à partir de 1558. Cependant, il n'existe aucune trace de son passage à Louvain, ce qui laisse supposer qu'il n'y reçut pas effectivement ce titre. Le 17 février 1531, à l'âge d'environ 22 ans, il est désigné sous le nom de « maistre Jehan Tayniëre ». À cette époque, pour financer la fin de ses études, il avait cédé à son frère Joachim sa part de l'héritage paternel.
Influencé par son père, commerçant, il se passionna pour les mathématiques, enseignant cette discipline dans plusieurs académies et universités. Il publia divers ouvrages sur le sujet en 1548, 1550 et 1559. Toutefois, son intérêt se tourna également vers des domaines ésotériques tels que l'astrologie, la chiromancie et la physiognomonie. Son œuvre Opus mathematicum compile l'ensemble de ses écrits dans ce domaine.
Jean Taynière, comme son frère Joachim, était un musicien accompli. À l'époque, la musique était considérée comme une branche des mathématiques, et il était capable de l'enseigner. Il occupa le poste de chantre dans la chapelle de l'empereur Charles Quint et, par la suite, dirigea la chapelle musicale de l'archevêque de Cologne. Parmi ses projets d'écriture figurait un traité majeur sur la musique.
Son troisième ouvrage, publié en 1558, est intitulé Poëta laureatus. Cependant, il est incertain qu'il se soit réellement consacré à la poésie, en dehors des vers en distiques qu'il inclut au début de ses œuvres, conformément aux pratiques littéraires de son époque.
Taynière enseigna les mathématiques dans plusieurs écoles supérieures à travers l'Italie, notamment à Rome, Florence, Venise, Ferrare, Bologne, Padoue et Palerme. Dans ces villes, il laissa une empreinte de son érudition par le biais de publications : son premier ouvrage parut à Ferrare en 1548, suivi d'un autre à Palerme en 1550.
Quant à son statut religieux, il est difficile d'affirmer s'il était prêtre. Bien qu'il se désigne comme presbyter à la fin de l'épitre dédicatoire de son Traité sur l'aimant (Cologne, 1562), son titre peut être interprété comme un privilège lié à sa fonction de maître de chapelle, qui conférait un rang similaire à celui des prêtres, même pour les laïques. Aucun document ou ouvrage ne lui attribue les titres de révérend, de père ou de bachelier en théologie. Il est cependant vrai qu'il reçut une prébende de chanoine à Leuze, un bénéfice que l'Empereur accordait souvent aux chantres de sa chapelle, constituant ainsi une pension qui le dispensait d'autres obligations financières.

### Une vie vagabonde
Sa vie fut des plus vagabondes. Il se vante lui-même d'avoir parcouru toute l'Europe, la plus grande partie de l'Afrique, de l'Asie et de l'Amérique. Il ne semble pas qu'il ait jamais mis le pied en Asie ni en Amérique. Il alla en Afrique avec les expéditions de Tunis et d'Alger, vécut principalement en Espagne, en Italie, aux Pays-Bas et en Allemagne.
En 1551, il prit part à une expédition de Naples à Reggio de Calabre, pour en repousser les Turcs. Il fut mis à la tête d'une troupe de Germains, parce qu'il connaissait leur langue, et combattit avec eux. En la même année 1551, nous le voyons armé d'un poignard, d'un glaive, couvert d'une cuirasse et toujours accompagné de sa troupe d'Allemands.
En 1531, il était docteur, car il est qualifié de "maître Jean Taisnier". Il parait peu probable qu'après cela il fut devenu un des cinquante ou soixante chantres de Charles Quint et qu'il ait consenti à enseigner aux enfants de la chapelle impériale les éléments du latin en qualité de maître d'école.
Il est certain qu'en 1535 il était attaché comme chantre à la chapelle de l'Empereur, sacellanus et cantor domesticus. C'est à ce titre qu'il prit part à l'expédition de Tunis, dont il parle à plusieurs reprises et où Charles Quint, par un indult, le gratifia d'une prébende à Leuze, ce qui semble indiquer que ses services remontaient déjà à plusieurs années.
En 1538, il se trouvait à Tolède avec l'Empereur . Charles-Quint fit à Tolède, le 1er novembre 1538, l'ouverture des Cortès générales de Castille dont la dissolution eut lieu le 1er février 1539.
L'année 1541 le vit à Valladolid, et, à la fin d'octobre, devant Alger, où la chapelle accompagna CharlesQuint dans sa funeste expédition.
Quand devint-il maître d'école des enfants de la chapelle de l'Empereur ? Il n'est mentionné comme tel qu'à partir de 1542, année où il écrivit à Marie de Hongrie pour être mis en possession de la prébende de Leuze.
Il enseigna les mathématiques à Rome en 1546 et 1547 dans les écoles publiques, aux frais de l'Université. Il professa de même à Ferrare en 1548, et cette année il y publia son premier ouvrage connu. C'était un bref manuel classique, écrit en italien, ébauche du traité de l'Anneau sphérique qu'il édita en latin à Palerme (1550) et à Anvers (1559).
De retour à Rome en 1549, il passe bientôt à Palerme. Il y séjourne au service du R.D. marquis Pierre Tagliania, archevêque de Terre-Neuve, cardinal de Palerme. Le cardinal-archevêque l'avait rencontré à Trente et l'avait chargé de lui ramener de Flandre à Palerme dix chanteurs et deux jeunes sopranistes. Il remplit à la cathédrale les fonctions de phonascus , maître des choraux, pendant deux ans, par les ordres du cardinal, y donna des leçons de mathématiques et y édita le traité de l'Anneau sphérique. Il y fabriquait des instruments astronomiques, moyennant finances : sphère matérielle, rayon astronomique, anneau sphérique, etc.
L'année 1551 fut mouvementée. On le voit à Trapani, en Sicile, à Naples, d'où il prend part, à la tête d'une troupe d'Allemands, à une expédition pour protéger Reggio de Calabre contre les Musulmans. Il y court de grands dangers (août 1551) ; Reggio délivrée, il revient à Naples par Seminara.
Fatigué de tant de voyages, de tant d'aventures, Taisnier aspirait au repos. Il accepta donc assez difficilement, à Rome, en I552, de diriger les quelques musiciens entretenus par le cardinal François de Mendosa. Mais celui-ci se préparait à se rendre aux Pays-Bas auprès de Charles Quint. L'occasion était bonne pour revoir la patrie. On se reposa quelques mois à Florence et à Venise; on célébra le carnaval à Trente pendant quatre jours. Enfin l'on se trouva à Malines au mois d'août de cette année
Certains biographes supposent qu'il cessa ses fonctions de chantre et de pédagogue en 1558, à la mort de l'Empereur. Ils oublient que Charles Quint abdiqua aux Pays-Bas en I555, en Espagne en 1556. C'est au moment de l'abdication de Bruxelles que les fonctions de Taisnier ont dû prendre fin. C'est pour ce motif que nous le trouvons à Lessines pendant les années I555, I556 et 1557, à la tête d'une école supérieure, espèce de collège où, avec cinq sous-maîtres, il enseigna à plus de quatre cents élèves, dont plusieurs de la noblesse, le grec, le latin, l'espagnol, le français et d'autres langues, outre la musique.
À partir de 1558, il se trouve à Cologne. On voit que Taisnier, fatigué de ses courses et accablé par les années, dit-il, bien qu'âgé de 50 ans seulement, était venu se reposer à Cologne, où il donnait des leçons particulières et même publiques, à l'Université. Chaque année, pour se retremper, il aimait à parcourir les forêts et les montagnes voisines. C'est là qu'il publia ses derniers ouvrages: de Sphaerae materialis fabrica et usu (1558), de Usu sphaerae materialis (1559), Astroiogiae judiciariae Ysagogica (1559), Opus mathematicurn (1562), de Natura magnetis (1562).
Il devint maître de musique de la chapelle de l'archevêque-électeur, à qui il dédia son dernier ouvrage: de Natura magnetis et ejus effectibus. C'était Johann Gebhard von Mansfeld-Vorderort, archevêque et prince-électeur, archichancelier de l'Empire en Italie.
Bullart  le fait mourir vers la fin du XVIe siècle. Niceron fait remarquer avec raison qu'on ne peut guère placer sa fin au-delà de 1562, car, après avoir donné au public plusieurs ouvrages dans les années antérieures, il en avait promis d'autres qui n'ont point paru et l'on n'entend plus parler de lui. Sa constitution devait être épuisée, comme son maître Charles-Quint, si robuste cependant, il était extrêmement fatigué d'avoir tant voyagé des Pays-Bas en Espagne, de là en Afrique, de Tunis ou d'Alger de nouveau en Espagne, puis en Italie, d'Espagne ou d'Italie en Flandre. Il aimait trop à converser amicalement, mixtis poculis en entrechoquant les verres, comme on le voit à toutes les pages du livre VI de son Opus mathematicum. Outre le vin, il avait un faible pour la bonne chère, et souvent il fait mention des banquets où, en vrai chantre, il s'attardait avec ses confrères de la chapelle.
Du reste, la complexion habituelle des membres de sa famille ne lui a pas permis de dépasser l'âge de 53 ou 54 ans qu'il avait atteint en 1562-1563. Son père, Thomas, mort avant 1522, n'a pas dû aller au-delà de 60 ans. Son frère aîné, Joachim, jeune homme en 1522, mourut en 1535, n'ayant apparemment pas atteint la quarantaine. Le cadet, Pierre, était mort en 1530, n'ayant sans doute que 20 ou 21 ans. Sa sœur, Françoise, morte avant le 13 février 1558, n'avait probablement qu'une soixantaine d'années, et son neveu, Julien, né en 1532, mourut à Anvers en 1585, âgé aussi de 53 ans. C'est donc avec une grande apparence de raison que l'on place la mort de Jean Taisnier en 1562, au plus tard en 1563.

## Était-il un plagiaire?
Taisnier a été accusé de plagiat avec virulence, pour trois de ses ouvrages au moins. Plusieurs biographes ont reproduit ces attaques avec complaisance. Sans vouloir infirmer ces accusations ni les discuter, il est permis cependant de faire la remarque que Taisnier ne fut probablement pas plus plagiaire que la plupart de ses contemporains. Loin de cacher ses emprunts, Taisnier a toujours donné une longue liste des auteurs consultés.
Gabriel Naudé l'a traité d'indigne plagiaire, impudent et effronté, pour avoir volé le livre tout entier de Barthélemy Cocles, de Bologne, et l'avoir inséré tout entier dans ses œuvres de mathématiques.
Naudé l'a aussi accusé d'avoir dérobé son Traité de l'aimant à un Français, Pierre Pèlerin, dont l'ouvrage est intitulé : PETRI PEREGRINI MARICURTENSIS De Magnete, sui Rota perpetua motus, libellus. Augsburgi in Suevis, 1558. C'est avec raison que Taisnier est accusé d'avoir copié le Traité de l'aimant de Pèlerin, mais il l'a fait moins impudemment que pour le Traité de chiromancie de Cocles. Il a démarqué l'ouvrage s'est attaché, d'un effort plutôt puéril, à celer son larcin en remplaçant les expressions de Pèlerin par des synonymes, en changeant la construction des phrases et l'ordre des mots. Son style, digne du XVIe siècle, est souvent plus serré, plus précis que celui de son modèle, à l'allure plus archaïque et il a enrichi le Traité de l'aimant de figures assez grossières et qu'il a aussi empruntées.
Enfin Taisnier a été accusé par Jean-Baptiste Benedicti, dans l'Avis au lecteur de son ouvrage : De gnomonum umbrarumque solarium usu , imprimé à Turin en 1574, d'avoir volé entièrement, sans rien en changer que le nom de l'auteur, l'opuscule: Demonstratio proportionum motuum localium contra Aristotelem, et alios philosophos, qu'il avait édité déjà longtemps auparavant et dont il avait publié une seconde édition à Venise en 1554.
« Cet homme vain, - écrit de lui Benedicti - tout à fait étranger à toute science mathématique, craignit avec raison, à cause de sa crasse ignorance, de retrancher une seule syllabe ou de rien ajouter à notre traité. Il a cru, je pense, que j'étais déjà mort et ne pourrais le convaincre de vol. Il s'est qualifié de docteur en droit et de directeur de chapelle musicale, comme s'il appartenait à un musicien d'enseigner le droit ou à un jurisconsulte de diriger une chapelle. Traitant de l'aimant et des mouvements, nulle part dans les titres il ne se nomma mathématicien, mais poète. Il a cru sans doute que c'était l'affaire d'un poète, d'un musicien ou d'un avocat de disserter sur les mouvements naturels des corps. Mais où cet «infâme imposteur» a menti, c'est en affirmant, dans la préface de l'opuscule usurpé, qu'il a donné à Ferrare et ailleurs des leçons de mathématiques à plus de trois cents auditeurs, alors qu'en Italie on n'a jamais vu un mathématicien, même de premier renom, en grouper plus de la sixième partie au pied de sa chaire.»
Quant à Taisnier, il avait pris les devants. Il a démontré, affirme-t-il, les erreurs d'Aristote, en présence du cardinal Crescentius, de l'évêque Ponsettus et d'un nombre presque infini d'auditeurs. L'un d'eux se serait emparé de ses paroles et les aurait confiées à la presse.

## Conclusion
Taisnier apparaît comme un homme plein de jactance et de vantardise, lançant ses ouvrages avec des réclames que l'on ne rencontre pas chez les grands mathématiciens, tels que Gemma Frison. Il a évidemment plagié trois de ses écrits, mais il s'est montré ailleurs plein d'érudition. Il avait certainement beaucoup de lectures.
Il était également un scientifique accompli de son temps, un juriste, un médecin, un mathématicien, un philosophe, un musicien et un astrologue (il a écrit au moins un livre d'astrologie). Il est connu pour avoir fait diverses expériences scientifiques et technologiques. Ses voyages en Europe, Afrique, Asie et même en Amérique, ses connaissances dans les sciences et les arts occultes en font un excellent exemple de l'homme idéal de la Renaissance.